# Francisco Gattorno
Francisco Gattorno  (Santa Clara, 1964. október 12. –) kubai színész.

## Magánélete
Francisco Gattorno 1964. október 12-én született Santa Clarában. Felesége Belmaris González Suazo, akitől két lánya született: Isabella és Carolina Alicia.

## Filmográfia
- Mujeres de negro (2016) - Lorenzo Rivera
- Muchacha italiana viene a casarse (Fiorella (teleregény, 2014)) (2014) - Anibal Valencia
- Lo que la vida me robó (Szerelem zálogba) (2013) - Sandro Narváez
- Amores verdaderos (Rabok és szeretők) (2012–2013) - Santino "Salsero" Roca
- Abismo de pasion (Bűnös vágyak) (2012) - Braulio
- Atrévete a soñar (2009) - Carlos Rincón
- Mi pecado (Az én bűnöm) (2009) - Rodolfo Huerta
- La viuda de Blanco (2006–2007) - Sebastián Blanco Albarracin
- Tierra de pasiones (Második esély) (2006) - Pablo González
- Corazones al límite (2004) - Lic. Mendoza
- Clase 406 (2002–2003) - Santiago Cadavid/Luis Felipe Villasana
- Cómplices al rescate (2001) - Alberto del Río
- Amantes del desierto (A sivatag szerelmesei) (2001) - Andres Bustamante
- El noveno mandamiento (2001) - Rodrigo Betancourt
- Laberintos de pasión (Julieta) (1999) - Pedro Valencia
- Preciosa (1998) - Álvaro San Román
- Tú y yo (1996) - Ricardo
- Cañaveral de pasiones (1996) - Juan de Dios Montero Carrasco
- La dueña (1995) - José María Cortez